# The Fable of What the Best People Are Not Doing
The Fable of What the Best People Are Not Doing è un cortometraggio muto del 1917 diretto da Richard Foster Baker.
Il soggetto è tratto da una storia dello scrittore George Ade e Charles J. McGuirk firma la sceneggiatura.

## Produzione
Il film fu prodotto dalla Essanay Film Manufacturing Company.

## Distribuzione
Il film - un cortometraggio in una bobina - uscì nelle sale cinematografiche USA il 13 ottobre 1917.